# STS-66
STS-66 est la 13e mission de la navette spatiale Atlantis.

## Équipage
- Commandant : Donald R. McMonagle (3)  États-Unis
- Pilote : Curtis L. Brown (2)  États-Unis
- Spécialiste de mission 1 : Scott E. Parazynski (1)  États-Unis
- Spécialiste de mission 2 : Joseph R. Tanner (1)  États-Unis
- Spécialiste de mission 3 : Jean-François Clervoy (1)  France
- Spécialiste du chargement 1 : Ellen Ochoa (2)  États-Unis

Le chiffre entre parenthèses indique le nombre de vols spatiaux effectués par l'astronaute au moment de la mission.

## Paramètres de la mission
- Masse :
  - Chargement : 10 544 kg
- Périgée : 296 km
- Apogée : 310 km
- Inclinaison : 57°
- Période : 90,6 min

## Objectifs
Étude de l'atmosphère, observations astronomiques (notamment du Soleil) et troisième expérimentation du laboratoire Atlas.

## Déroulement du vol
Le décollage du 3 novembre 1994 est retardé de 3 minutes et 43 secondes à T-5 minutes, le temps que les managers décident si la météo capricieuse sur trois sites d'atterrissages d'urgence est un problème.
C'est le troisième et dernier vol du laboratoire Atlas. À bord d'Atlantis, notons la présence du français Jean-François Clervoy, second français sur la navette après Patrick Baudry en 1985. Les sept instruments principaux d'Atlas, dont plusieurs venant d'Europe devront étudier le Soleil, les interactions entre la haute atmosphère et le vide, la composition de l'exosphère et de la thermosphère, la couche d'ozone, l'énergie et le rayonnement solaire, la chimie et les mécanismes du réchauffement de l'atmosphère terrestre, l'influence de l'ozone sur les températures à l'échelle mondiale et la distribution des gaz atmosphériques sur l'ensemble du globe. Par ailleurs, il est prévu d'étudier le trou dans la couche d'ozone au-dessus de l'Antarctique afin de prévoir son évolution et de connaître son impact sur les mécanismes de l'absorption des rayonnements solaires. Toutes ces mesures pourront être croisées avec les données du satellite UARS lancé par Discovery en 1991, cela permettra de visualiser l'évolution des échanges entre le soleil et l'atmosphère sur 3 ans. Le deuxième objectif principal du vol est de déployer puis de récupérer la plateforme SPAS équipée de CRISTA, un ensemble de télescopes et d'instruments américano-allemands dont un militaire qui doivent effectuer des recherches sur les rayons ultraviolets à grande longueur d'onde, étudier le Soleil et la composition chimique de la haute atmosphère. Le premier jour de vol, l'équipage active les différentes charges utiles et commence les expériences. Le lendemain, la plateforme SPAS (Shuttle PAllet Satellite) avec CRISTA est déployée et lâchée normalement, elle sera récupérée 8 jours plus tard chargée de données, après avoir suivi la navette de 24 à 44 miles de distance (soit de 40 à 70 km). Pendant la mission, l'équipage se partage en deux équipes pour améliorer l'ergonomie à bord. Aucun incident important n'est à signaler hormis la défaillance de l'expérience MAS (Millimeter-Wave Atmospheric Sounder) le 2e jour de vol, elle ne pourra pas être réparée. Après avoir achevé les expériences, récupéré SPAS et désactivé Atlas, l'équipage entame les préparatifs de rentrée. Une moisson colossale de données a été récoltée. L'atterrissage prévu au Kennedy Space Center est détourné à Edwards AFB en raison des vents et de la pluie en Floride, provoqués par la tempête tropicale Gordon.